# Mitologija
Mitologija je ukupnost mitova nekog naroda, kulture, civilizacije, religije, etničke skupine ili geografskih cjelina. Također je ime znanosti koja proučava priče fantastičnog sadržaja u kojima su junaci bogovi, polubogovi, heroji i slično. Te priče bilježi mit, legenda, tradicija, usmena predaja i drugo.

## Mitološka priča
Mitološka priča je simbol, odnosno, skup simboličnih slika proizašlih iz ljudske psihe. Predstavljena je kroz simbole, jer drugačije nije ni moguće, zato što prenosi istinsku poruku koju se riječima ne može objasniti. Mitologija je točka susreta poznatog i nepoznatog, odnosno, ljudske svijesti i podsvijesti. Ona je ljudima nekada služila kao vodič kroz životna iskušenja i životne izazove. Uz ritual i umjetnost, mitologija je činila religijsku cjelinu i ova tri elementa, ako su odvojena, gube na moći svoje poruke.
Dio mitova bavi se tematikom sazrijevanja pojedinaca - prijelaz iz djetinjstva i adolescencije (psihološke ovisnosti) u samoodgovornu i neovisnu odraslu osobu. Mitologija je nekoć, kroz svoju univerzalnu poruku, dovodila ljude u sklad sa svijetom u kojem žive.
Druge priče u mitologiji obično objašnjavaju postanak svemira, prirodne fenomene i, općenito, sve pojave za koje ne postoji jednostavno i logično objašnjenje. Nemaju svi mitovi potrebu da objašnjavaju nepoznato. Postoje i mitovi koji također sadrže natprirodne pojave i događaje, ali su to puno jednostavnije i kraće priče koje se jednostavno prenose usmenom predajom s generacije na generaciju.
Mitologija, dakle, predstavlja skup priča, možda nekim dijelom i istinitih, dijelom legendarnih, a najvećim dijelom metaforičkih ili simboličkih, te se u njima tom "izmišljenom" stvarnošću pokušava predočiti ono ljudima neshvatljivo. Mitologija je metafora stvarnosti koju su koristile generacije čovječanstva s namjerom da poduče, prenesu mudrost ili jednostavno dadu odgovor na „ono nešto nepoznato.“ Iz tog razloga lako je zamijetiti da je mitologija često utjelovljivala i narodnu ili već pripadajuću religiju stanovništva. S obzirom na to da je mitologija jednako kao i religija u to doba često igrala ulogu koju danas zauzima znanost, ne možemo o njoj više pričati kao o znanosti, s obzirom na to da ne posjeduje nikakve znanstvene metode, ali može se govoriti o njenom utjecaju na razvoj čovjekovog razmišljanja.

## Religija i mitologija
Likovi u mitološkim pričama najčešće su i religijski, pa su mitologija i religija raznih naroda usko povezani.
Na temelju mitološke priče nastaje religija, institucionalizirana vjera. Religija uzima mitološku priču i čini od nje dogmu, odnosno religijsku sliku koju se ne smije preispitivati. Tako se mitološku priču, koja je izvorno poetičnog i fluidnog karaktera, pretvara u doslovnu činjenicu ili pak povijesni događaj. Na temelju tako institucionalizirane religije nastaju ljudske civilizacije vođene njihovom vjerskom zajednicom. 
Dok se mitološku priču živi punim plućima, odnosno dok njeni simboli koriste slike koje odgovaraju suvremenom načinu življenja, suvremenim problemima ljudskoga života, te se priče ili slike nipošto ne smatraju "mitologijom" nego "činjenicom". Drugim riječima, najbolja definicija mitologije u našem svijetu jest "religija drugih naroda, ali nikako moja religija". Ovakav odbojan stav prema mitologiji dolazi iz uobičajenog shvaćanja utemeljenog u 19. stoljeću među autorima "demitologizatorima" koji su mitologiju definirali kao nešto lažno, neistinito, izmišljeno, kao fikciju ili pak pričicu za zabavu, a to nikako nije bilo prikladno za vrijeme velikog uzleta "razuma" i "stvarnog, realnog svijeta".
Može se reći kako postoje dva različita načina čitanja mitološkog teksta: 
- religijski način koji od mita čini čvrstu, činjeničnu, krutu, proznu sliku, povijesni događaj.

- i umjetnički način koji mit promatra kao poeziju, pjesmu, metaforu koja se odnosi, kako na misterij univerzma, tako i na ljudski unutarnji misterij koji se ne može drugačije izreći osim putem pjesme, odnosno umjetnosti.

## Moderna mitologija
Ponajboli primjeri moderne mitologije donose popularni filmski i televizijski serijali.
To su serijali Star Trek, koji je stvorio Gene Roddenberry i Star Wars, koji je osmislio George Lucas.
Od književnosti se izdvaja trilogija Gospodar prstenova. 
Zatim su tu još i mitološke priče prikazane kroz crtane filmove Walta Disneyja, kao što su Kralj lavova i Legenda o medvjedu.

### Gospodar prstenova
Gospodar prstenova daje odgovore i objašnjenja o postanku svijeta, ponešto o čovjeku i daje jednu alternativnu priču o nastanku svijeta, jedan novi uvid, nov način razmišljanja. Glavna simbolika koju priča jasno naglašava je simbolika prstena. Prsten simbolizira moć. Moć je predstavljena kao jedna od osnovnih ljudskih slabosti i najvećih kušnji koju samo rijetki i čvrsti mogu savladati. Čovjek se pred iskušenjem moći vrlo lako slomi i ubrzo moć počne kontrolirati čovjeka, a ne obratno. Upravo zbog toga, priča nam predstavlja vrlo posebne junake - male ljude, hobite. Poruka je jasna - mali je čovjek sposoban za velike stvari.
Između ostalog, ova mitološka priča pokazuje i vrijednosti zajedničkog rada i prijateljstva. Glavni junak, Frodo Baggins, koji žrtvuje svoje tijelo kako bi bio izjeden iznutra od strane prstena, nikada ne bi uspio uništiti prsten da mu nije pomogao njegov vjerni prijatelj Sam Gamgee.

### Ratovi zvijezda
Ratovi zvijezda je mitološka priča koja se također temelji na određenim simbolima ljudske podsvijesti. Prvenstveno, ono što je inovativno u ovom djelu je svemirski prostor koji nije u cijelosti obuhvaćen ljudskim saznanjima. Na taj način on podsjeća na mjesta u koja nitko prije nije kročio, poput šuma, pustinja ili špilja u starim mitovima.
Osim toga, prikazan nam je glavni junak, Anakin Skywalker, koji je, takoreći, rođen "po duhu svetom" i on predstavlja izbavitelja, mesiju, spaistelja koji će uništiti zlu silu i vratiti mir galaksiji. Ovo je itekako simbolika koja može pronaći svoje poveznice s Isusom Kristom. 
U cijelosti, ova priča govori o sistemu, državnom i političkom stroju, koji se suprotstavlja čovječnosti, a to je upravo ono s čime se čovjek današnjice susreće. Hoće li sistem čovjeka lišiti njegove čovječnosti ili će čovjek uspjeti koristiti sistem u ljudske svrhe. 
Novija tri nastavka govore o padu junaka za koga je prorečeno da će uništiti zlu silu koja je obuzela čitavi univerzum. U svojoj želji da spasi ženu od umiranja, zbog svoje privrženosti i nemogućnosti da se pomiri sa životom, junak pada i prelazi na ono što je simbolično nazvano Tamnom stranom sile.
Starija tri nastavka predstavljaju staru mitološku priču o junakovoj pustolovini koja će formirati njegov karakter.
Priče o junacima poput ovih simboliziraju ono što se događa u svakome od nas kroz našu pojedinačnu pustolovinu života. One pomažu ljudima, kroz svoju simboliku, u transformaciji svjesnosti i omogućuju im ispunjeniji i lakše prihvatljiviji život prepun iskušenja.
George Lucas je serijal filmova Star Wars napisao inspiriran najvećim mitologom našega vremena, Josephom Campbellom i njegovim remek djelom „The Hero with a Thousand Faces”. Isti je slučaj i s Walt Disneyjevim animiranim filmom „The Lion King”.

## Mitologije po regijama

### Afrika
zulu mitologija
egipatska mitologija

### Azija
budistička mitologija - iranska mitologija - japanska mitologija - kineska mitologija - korejska mitologija - hinduistička mitologija

### AustralijaiOceanija
melanezijska mitologija - mikronezijska mitologija - polinezijska mitologija - australska mitologija

### Bliski Istok
arapska mitologija- kanaanska mitologija- kršćanska mitologija- islamska mitologija- mezopotamska mitologija- sumerska mitologija - židovska mitologija

### Europa
anglosaska mitologija - engleska mitologija - etrurska mitologija - grčka mitologija - keltska mitologija - korzikanska mitologija - kršćanska mitologija - germanska mitologija - rimska mitologija - nordijska mitologija - slavenska mitologija

### Sjeverna Amerika
američka mitologija - navaho mitologija

### Srednja AmerikaiJužna Amerika
mitologija Srednje Amerike i južnoamerička mitologija

## Vanjske poveznice
1. ↑  Mitologija. Hrvatski jezični portal. Pristupljeno 31. siječnja 2023.